# 自動車保険
自動車保険（じどうしゃほけん）とは、自動車の利用に伴って発生しうる損害を補償する損害保険をいう。ここで言う自動車にはオートバイなどを含む場合がある。
法的扱いにおいて「強制保険」と「任意保険」に分類される。
農協やこくみん共済 coop などで取り扱うものは自動車共済と呼ばれる。以下本項目においては自動車共済を区別せず自動車保険と記述する。

## 強制保険

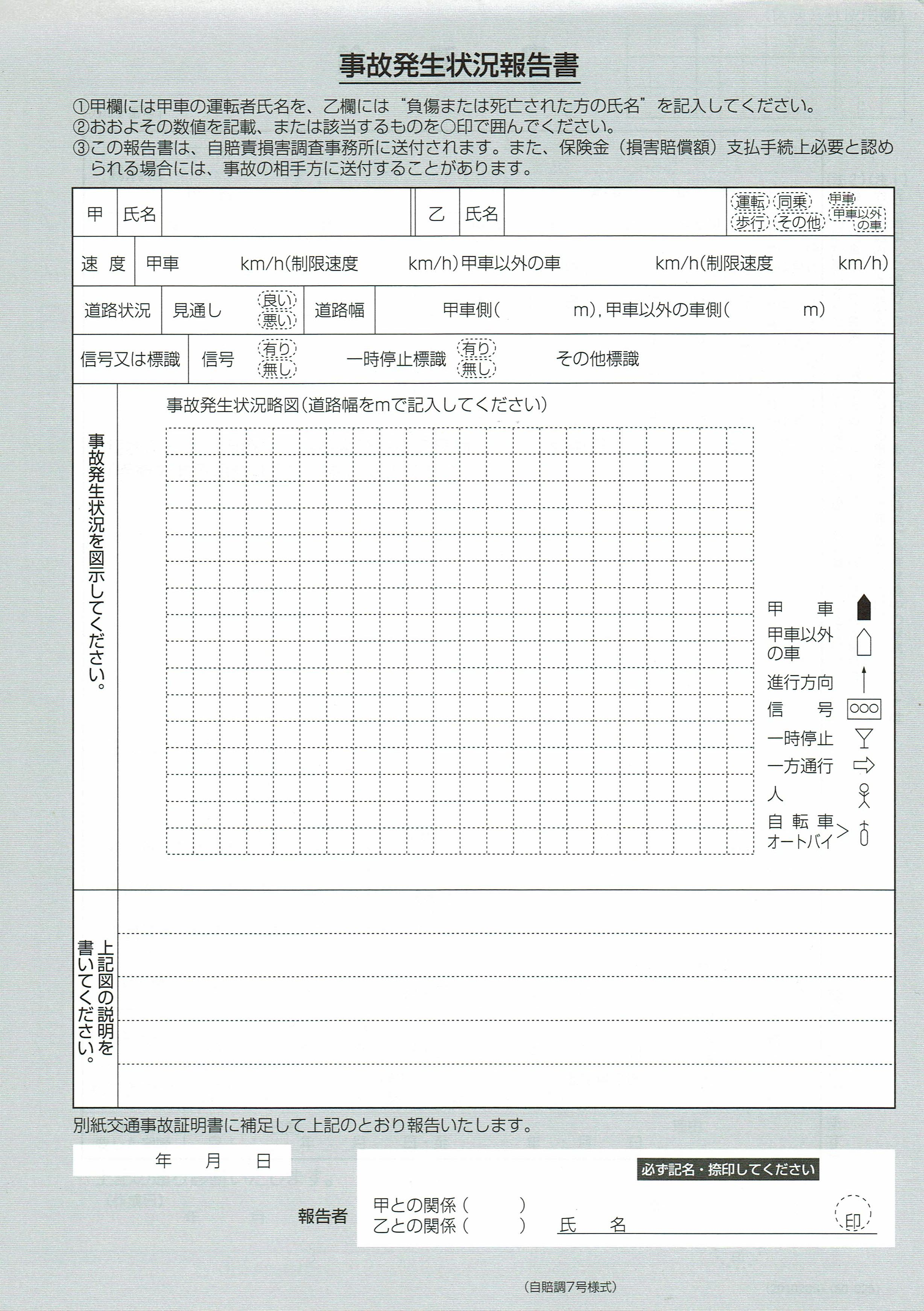
事故発生状況報告書（2023年）。

自動車を「運行」の用に供する際に、法律によって加入が義務づけられている自動車保険を強制保険と呼ぶ。日本においては、自動車損害賠償保障法に基づく自動車損害賠償責任保険が強制保険に相当する。
自動車損害賠償責任保険（自賠責保険）においては、自動車（オートバイを含む。ただし、農耕用の小型特殊自動車は加入できない）、原動機付自転車の運行により他人を死傷させた場合（主として交通事故による）において、その被害者に対し車両の運行供用者が損害賠償の義務を負う場合に、その車両の運行供用者が被る損害（賠償額）を担保する保険（賠償責任保険）である。
任意保険でいう「対人賠償保険のみ」に相当し、それ以外には保険担保項目が存在しない。つまり、物損事故に関しては一切保険の適用がない。また、対人賠償は限度額が低い。
自賠責保険を契約せずに自動車（オートバイを含む）、原動機付自転車を運行した場合、法律により処罰されるほか、運転免許証の行政処分（停止、取消し）の対象となる。

## 任意保険
前述のように、強制保険である自動車損害賠償責任保険（自賠責保険）は、「被害者の最低限の救済」を目的とした保険制度に限定されているため、往々にして交通事故の被害者に結果的に生じた人的損害の賠償総額（治療費、休業損害、慰謝料などの合計額）に対して限度額が不足するうえ、物的損害（または死傷者のいない物損事故、自損事故など）には自賠責保険が一切適用されない。
さらに、交通事故により自動車保険の契約者自身（被保険者）が被害者になった場合や、契約者の所有する自動車・オートバイが損壊した場合には、賠償責任保険はその制度上、これらの人的損害、物的損害については一切の補償が与えられない（被保険者の損害について担保する保険は、人的損害については交通傷害保険、物的損害については車両保険が適用される）。
このように、自賠責保険だけでは責任保険の限度額や、被保険者自身の補償が極めて不十分であり、不十分な範囲を補う十分な保険を行うことを目的として、任意で加入できる保険商品が民間の保険会社などから販売されている。これを、一般的に自動車保険あるいは任意保険という。
任意保険を契約するには、「自賠責保険も契約している」ことが必須とされており、任意保険で高額の保険料を払えば、自賠責保険を契約しないでよいことにはならず、自賠責保険では解約自体が認められない。対人賠償については自賠責保険が支払うべき限度額までは自賠責保険から賠償支払を行い、人的損害の賠償総額が自賠責保険の限度額を超過した場合に、その超過額のみ任意保険から支払われることになる（契約限度額を超えない額まで）。物的損害については契約限度額を超えない損害の全額を支払う。
なお、保険に免責金額がある場合は、その金額は保険の対象とならない（賠償責任者本人の負担となる）。
日本において自家用車の賠償責任保険については、古くは賠償限度額を数千万円程度とし免責金額も付加していた（限度額が低い、免責金額が大きいとその分保険料が下がるため）が、交通事故裁判の係争による賠償額の高額化、示談代行サービスの普及（保険会社のセールスポイントとなる）などから、近年は、対人賠償について無制限、対物賠償についても無制限または高額の限度額とする場合が主流となっている。
保険期間は1年単位が多いが、長期や短期の保険もある。保険料率は車種のほかに、運転者の年齢や運転者の範囲（その車を他人が運転するか、本人・家族のみに限定するか、など）などの条件によって定められる。具体的には、以下のような条件で「事故率」「損害率」「車両の特徴」といった危険度の高い範囲（条件）ほど保険料が高くなる。逆に、「ゴールド免許」「車両の安全性」などに配慮されていれば保険料が安くなることもある。

### 保険料が高くなる条件
20代前半までの若年者
運転技術が未熟である（経験が浅い）ことに加え、青年期ゆえの無謀な行動で危険な運転をしがちである、という理由に起因する。
60代以降の高齢者
判断力や反射神経の低下により壮年ドライバーに比べて事故率が高くなるほか、怪我が重症になりやすく治療費が高額化しがちであるため。
若年男性および中高年女性
20代前半までは男性のほうがより危険な運転をしがちであり、逆に30代以降の中高年では女性のほうが平均的に運転技術が低く、それぞれ同年代の異性に比べて事故率が高いため。欧米では生命保険と同様に自動車保険も男女別で保険料が異なっていたが、女性の保険料が高くなることが性差別的であるという批判を受けたため、国や州によっては男女別の格差を法律で強制的に禁止しているところもある。日本では男女別の保険料を設定することも可能ではあるが、割り増しを適用していない保険会社も多い。
運転者を限定しない契約
個人のノンフリート契約で、運転者や年齢を限定しない契約とした場合は、リスクを最大限に見積もった高額な保険料となる。
車体の寸法や排気量の大きい車両
軽自動車 ≦ 小型車 < 普通車 の順に保険料が高くなる。また、コンパクトカーよりもSUVの方が保険料が高くなる。車体の寸法と排気量はおおむね比例しており、車体が大きいほど車両総重量も大きく、加害事故の加害損害額が増加するため、大排気量ほど保険料が高くなる。ただし、搭乗者を補償する保険では、逆にクラッシャブルゾーンが小さい小型車のほうが保険料が高くなる。
高級車（または盗難率の高い車両）
損害保険料率算出機構により算出された車両（型式別）料率クラスが高い車種は、クラスに応じて保険料が高くなる。盗難率が高い・部品が高額という理由から、高級車やその他盗難率の高い車両（4WDのRV/SUVや一部の貨物車など）ほどクラスが高くなる傾向があり、車両保険に関して顕著になる。また高性能エンジンを搭載する傾向がある点、車格、車重も大きくなる点では大排気量車と同様である。
事故率の高い車両
過去の事故実績から、事故率の高い型式は型式別料率クラスが高くなることで保険料が高くなる。ただし、輸入車などで「型式不明」の場合や貨物車の場合はこの限りではない。
用途区分
貨物車のうち、車両総重量が重く、最大積載量が多いトラックの事故は重大化する傾向にあり、さらにダンプカーは事故リスクが高いと判断されることから、車両登録区分や最大積載量に応じて保険料が割高となったり、保険契約そのものが行えないケースが見られる。
危険物を搭載している車両
ガソリンや灯油などの引火性液体を運搬するタンクローリーなど、事故が起きた場合の損害が甚大となるため、保険会社によっては無制限の対物賠償保険契約を拒否されることがある。
改造車
違法改造車では加入自体ができず、車種区分、用途などが合法的に変更されている公認改造車であっても加入できないか、割高な保険料となる場合がある。契約後に合法または違法な改造をした場合、保険金が支払われない場合がある。
型式不明車・並行輸入車
リスク算定の根拠となる車両の情報が不足しているため、排気量や用途に応じリスクを最大限に見積もった割高な保険料となるケースがあるが、一部の高額車については型式不明車の方が低廉な保険料となるケースもある。
レンタカー
一般にペーパードライバーでも借りられるレンタカーは運転者を限定できず、運転者は不慣れな車を使用することとなり、一般の自家用車よりも走行距離が嵩むことから、相対的に事故リスクが高くなる。また、レンタカーの自動車保険契約は（運転免許に取得条件のある）中型車・大型車や大型二輪車であっても全年齢担保の自動車保険契約しか行えないため、フリート契約であっても一般の自動車保険契約より割高な保険料となり、特に一般車両保険を付保する場合に顕著である。なお、日本国内で登録・届出されるレンタカーは、一定の賠償・補償額以上の任意保険に加入することが義務化されている。
地域
交通事故の発生頻度、車両盗難などの犯罪率が異なることにより地域別に保険料格差を設けている会社もあり、東海・近畿地方で登録された車両や、北海道・沖縄地区のレンタカーは割高な保険料になることもある。
経済状況
経済力と事故率に相関関係があることから、米英ではクレジットヒストリーに応じて、滞納が多い契約者には保険料が割増されることもある。日本国内ではプライバシー保護の観点から、経済状況に応じて保険料を変えることは許可されていないものの、保険料の一括払い（年払い）と分割払い（月払い）とでは明確な保険料差が見られる。

### 保険料が安くなる条件
以下は、該当する項目に応じ、数千円単位で保険料が軽減される場合がある。ただし、必ず軽減されるわけではない。
ゴールド免許のドライバー
事故率が低いとされる。
使用目的
自動車を通勤や業務に使用しない契約者は、乗車機会が少ないとされて割り引かれることがある。
安全装備（ABS、衝突被害軽減ブレーキなど）の整った車両
事故の被害を軽減するとされる。
排気ガスや燃費の少ない低公害車（エコカー）、ハイブリッドカー、電気自動車
環境への配慮を促す面（保険会社の社会的責任）
身障者用車両
身障者福祉面（保険会社の社会的責任）
新車
新車ディーラーの代理店と協力し、契約者に新車購入を促すための営業上の施策。
公用車
保険業の許認可権を持つ行政への配慮による営業上の施策。
この他、基本的に軽自動車は総じて保険料率が低い。これは、事故率が低いというよりも、軽自動車が小型軽量であるため事故発生時の損害が登録車より低いという考えに基づいている。ただし、マツダ・AZ-1のような軽規格のスポーツカーは無謀運転による事故率が高いという理由で、平均的な登録車よりも高い保険料率となっている車種もある。
日本では1997年からリスク細分型自動車保険が認可され、放送（コマーシャル）や新聞などマスメディアを使った広告で展開している。当初は主に外資系保険会社を中心だったが、現在は国内の保険会社も多くが取り扱っている。現在はドライバーの年齢、性別、地域、車種、走行距離、運転免許証の色などによって保険料が違うのが特徴である。
近年は、国内の既存保険会社が子会社を作って参入するケースもある。「週末にしか車を使用しない」など、走行距離が極端に短いケースでは保険料が安くなるが、通勤など日常的に車を利用する地方などで走行距離が伸びるケースでは、従来型の保険よりも高くなることがある。また、法人での契約はできず、個人契約に限られ、車種も一般的な乗用車（5・3ナンバー）や小型貨物車（4ナンバー）、軽自動車に限られ、キャンピングカーなどの特種用途自動車（いわゆる8ナンバー）は加入できない（合法的な改造車も加入できない場合がある）。
個人取引の車両や、一部車種でも制限が加わる場合がある。さらに、他社の保険や他の共済から切り替える場合、割引等級が継承できない場合がある。
任意保険も自賠責と同様に、自動車1台につき1件が契約される。しかし、1台の車を共同利用していた時代とは異なり、国民の大多数が運転免許を保有するようになって、家族で数台の車を使用する状況になると、「車ごとの危険度」の算定では実態にそぐわなくなってきた面がある。一例として、一番良く運転するハイリスクなドライバーが主に運転する車両に、そのドライバー自身でもなく、車検証上の使用者でもなく、同一家計・家族内での契約者にゴールド免許のペーパードライバーを据えることにより、契約上のリスクを低く見せる方法が考えられる。
近年の保険料自由化により、各保険会社が独自に、より細分化された範囲（運転免許証の色や家族構成、年間走行距離など）ごとの危険度の算定や、複数保有割引の導入などが行なわれている。しかし、保険料率の細分化は、事故率の高い若年運転者の保険料を高騰させることとなり、低収入の若年層が自賠責のみで済ませる「無保険化」（若年層家計に占める実質負担率が高いことによる倫理崩壊リスクの一例）を招く危険も孕んでいる。
また、ゴールド免許保持者の中には免許制度上のタイムラグ（運転の機会が少ないペーパードライバーなど）により、自動車保険のリスクとしての「無事故無違反」の条件を必ずしも満たしていない者もおり、リスク管理上留意する必要がある。
自動車を保有しないドライバー個人が契約できる、自動車運転者損害賠償責任保険（ドライバー保険）という保険商品も各社から発売されている。

### 補償の種類
| 補償の対象     | 人間                                           | 無機物・動植物   |
| -------------- | ---------------------------------------------- | ---------------- |
| 被害者側       | 対人賠償責任保険・自損事故保険                 | 対物賠償責任保険 |
| 運転していた者 | 人身障害保険・無保険車傷害保険・搭乗者傷害保険 | 車両保険         |

保険金は、「相手に対する賠償として支払われるもの」と、「契約者自身の損害を補償するもの」とに分けられる。
損害賠償は被害者や遺族への補償という性格上、飲酒運転、無免許（または免許の取消か停止中の場合）、違法改造車の運転のように、運転者や車両に「悪質な違反」（故意犯）や「重大な過失」があっても保険金は原則として支払われるが、「契約者自身に対する補償」の場合、運転者に「悪質な違反」や「重大な過失」があったと認められれば、保険金は支払われない。また、賠償保険以外の保険のみを単独で加入することはできない。
対人賠償保険、無保険車傷害保険、自損事故保険、搭乗者傷害保険、対物賠償保険、車両保険の6つに対人・対物示談交渉サービスをセットしたものを自家用自動車総合保険（SAP）、車両保険を除いた5つに対人示談交渉サービスをセットしたものを自家用自動車保険（PAP）、それぞれ単独又は任意の組み合わせで契約するものを自動車保険（BAP）という。しかし、近年の保険料自由化により、各損保会社とも新しい独自の商品の開発を行なっており、これらによる分類があてはまらなくなってきている。

#### 傷害に対する補償
対人賠償
自動車の運行、管理に起因して、他人を死傷させたときの損害賠償責任に対する補償。自賠責からの給付を超えた損害賠償額について支払われる。保険金額は原則として無制限で加入。
無保険車傷害保険
事故に遭って死亡または後遺障害を負った場合で、相手が無保険などで賠償能力がない場合に、救済措置として自分が契約した保険から対人賠償保険相当額が支払われる。対人賠償保険に自動的に付帯される商品もある。
自損事故保険
補償の対象者が自損事故で死傷した場合など、自賠責保険などから補償を受けられない場合に自分で契約した保険から補償される。対人賠償保険に自動的に付帯される商品もある。
搭乗者傷害保険
補償の対象となる車に搭乗中の人が死傷したときに支払われる。人身傷害とは異なり負傷部位や症状に応じた定額が支払われる。「他人」を乗せていてケガをさせた場合は対人賠償保険から保険金が支払われるが、搭乗者傷害保険では運転者の家族などに対しても支払われる。
人身傷害保険（人身傷害補償特約）
上記の無保険車傷害保険、自損事故保険、搭乗者傷害保険を包含する保険。歩行中の自動車事故による傷害も補償される。
相手との示談や入通院費用の確定、場合によっては加害者の捜索などに時間がかかるため、入通院費や当座の収入の確保など、早期に必要となる費用が速やかに調達できない場合がありうる。人身傷害保険では、傷害の状況により、先に金額を算定して立替払いする。後日、相手や他の保険などから支払われる分は、立て替えた保険会社へ支払われる。
搭乗者傷害保険が定額払であるのに対し、人身傷害保険は治療費や休業補償、逸失利益、慰謝料など、実際に発生した損害額を補償する。また、自分にも過失がある場合は、相手の保険からの補償額は過失相殺によって減額されるが、この保険では、自分の過失割合にかかわらず、補償額が保険会社からまとめて支払われる。

#### 物への保険
対物賠償保険
自動車事故による賠償責任のうち、人的被害を除く部分に対して補償する。壊れた物品の弁償の他、それによって生じた休業損害なども含まれる。高級外車などに乗っていれば、高級外車レンタカー（代車）も対象になる。保険金額は原則として無制限で加入。免責金をつけて契約することができ、フリート契約の場合などは100万円単位での免責設定も可能である。
爆発物を積載した車や爆発物を取り扱う建物との衝突による類焼、人気競走馬を輸送する車との衝突、鉄道車両との衝突などに高額の賠償例があり、日本国内の1事故による対物賠償最高額は、首都高速道路で起こったタンクローリーの横転火災事故の32億8千9百万円である。
危険物を輸送するタンクローリーなどの車両については、危険物輸送中に事故が起きた場合の対物賠償は通常10億円が上限となり、無制限とする場合は特約加入が必要となる。
車両保険
契約者が契約する対象車両の損害に対する補償。自損事故に限らず、相手のある事故の場合でも過失割合によっては損害賠償の全額が相手から支払われない場合もあり、車両保険を利用する場合がある。車両の盗難や、風水害など、地震や津波、噴火以外の自然災害による損害に対しても賠償される。免責金額をつけて契約する場合と、保険料は高くなるが免責なしで契約する場合がある。
車両の損害額は、原則として車両の「時価評価額」で算出される。これは、経年に応じて車両の評価額は低くなっていくためであり、車両の購入金額が全額補償されるものではない。
損害保険会社の多くは一定年数が経過した自動車は車両の程度に関わらず無価値と判断するので、人気がある車種や後年にプレミアがついた車両であっても、旧車は損害を負った時に正当な金額が補償されないという事態を生んでいる。この問題に対応した商品として各社が一定条件を満たした旧車の修理代を補償する自動車保険を販売しているが、限度額が十分ではない場合もあることには注意が必要である。
車両の時価評価額とは車両自体の評価額であり、追加装備（後付のカーナビゲーションやアルミホイールなど）は含まれないため、事故によって追加装備が損壊しても、車両の評価額以上の保険金は支払われない。追加装備に対する補償も契約する場合は、それらの装備が追加された時点での内容を保険会社に申請し、追加の保険料を支払う必要がある。
地震、津波、噴火といった自然災害や、戦争、テロに関してはほとんどの保険では「免責条項」とすることで保険金の支払いを免れる傾向にあるが、保険料を追加することで地震や津波、噴火による損害については補償範囲とすることができる。
相手確認条件付車対車衝突限定の車両保険（「車対車＋A」）は保険料が安いが、相手に当て逃げされた場合や自損事故の場合には保険金は支払われない。

### ノンフリート契約とフリート契約
自動車保険は10台未満の契約ならばノンフリート契約、10台以上の契約ならばフリート契約となり、事故率の低い契約者を優遇する点では同じだが、異なった割引体系を持つ。
ノンフリート契約では保険金が1億円であっても1万円であっても1回の事故と数えるのに対し、フリート契約は事故が10回あっても、保険金の支払い総額が100万円であれば、「100万円の事故」と数えるといった違いがある。
等級と割引率（割増率）の関係は大半の保険会社が同一であるが、保険会社によって一部異なる場合もある。新規の契約では、通常「6等級」からスタートする。1年間無事故の自動車は7等級からスタートする。また、厳密には6または7等級にも運転者年齢等により6(A),6(B)…といった等級がつけられる。無事故のまま継続すると等級が1つ上がり、保険料が若干割り引かれる。逆に事故を起こすと、1事故あたり3等級下がり、保険料が割り増しされる。DNRになると次回の継続更新や新規加入は拒否されるか、対人賠償以外の保障を受け付けないなどの措置がとられる場合が多い（ソニー損保は3等級未満の者の新規加入を拒否することを明言している）。初回契約時の6等級から最高の20等級になるためには、最低でも14年は保険適用の事故を避ける必要がある。

#### ノンフリート契約
ノンフリート契約では、等級別料率制度を採用し、契約締結時の「等級」および「事故あり係数」によって保険料率が変化する。基本的な保険料率は、保険事故の有無により、最低1等級 (DNR) 〜 最高で20等級に区分されており、事故などを起こして保険金が支払われた場合は、次回契約時の等級が下がり、「事故あり係数」が上がって翌年度以降の保険料が増額される。この点は他の損害保険とは異なる点である。少額の請求では支払われた保険金の額以上に翌年以降の保険料が上がってしまうため、少額事故の場合は契約者自身で補償・賠償を行い、保険金請求を放棄したほうが総合的に安上がりになる場合もありうる。事故の形態によっては、大怪我をするような事故に遭って保険金を請求しても等級が下がらないというケースもある（ノーカウント事故）。

#### フリート契約
フリート契約では、ある一定期間の事故率（保険金と保険料の割合）を審査し、翌年度の保険料に直接反映させる仕組みとなっている。保険料はおおむねフリート契約の方が安い（ノンフリート契約と比べて割引率の上昇が早い）が、一度の事故で支払われた保険金がそのまま反映されるため、大きな事故が発生すると翌年度の保険料が急激に増加するリスクもある。

### 加入状況
対人・対物事故の民事裁判において、自賠責保険のみでは支払いきれない賠償額が提示される判例が多数存在している。また、公認の自動車教習所でも、講義では任意保険の加入を推奨している。
任意保険の加入率の全国平均は、対人賠償保険が74.3%、対物賠償保険で74.4%、搭乗者傷害保険で27.9%、車両保険は43.8%となっている
一部の地方自治体や警察、全国で多数の車両を運用する貨物運送事業者においては、自動車保険料を払うよりも、事故ごとに個別賠償に応じたほうがかえって安くなるとして、任意保険に加入せずに公用車・事業用車を運用しているケースも見られる。

### 補償水準
加害者側が任意保険に加入していても、直ちに被害者が十分な補償を受けられることまで担保しているわけではない。なぜなら保険会社も営利企業であるから、事実関係や過失割合などで自社に有利な主張をすることがもっぱらだ。仮にそれらが妥当であったとしても、保険会社にとって妥当なのか、被害者の被害・損害回復に照らして充足するものであるのか見解が分れるところだ。保険会社が独自に作成している業界補償基準は、自賠責保険と同等もしくは若干上積みする程度のものであり、裁判で認められた補償基準などには遠く及ばないからだ。また、損害が甚大なものとなった場合、裁判で一定の被害金額が認められたとしても、その全てが補われることは稀だ。被害者が保険会社の提示した低い示談金額で示談を受諾すれば、保険会社は訴訟よりも少ない補償で済み、超過利潤を手にできる。保険会社は事故対応のノウハウを有し、一方の事故当事者はそういった経験がないのが通常で、保険会社対個人という図式になった場合に個人の不利は否定できない。個人が弁護士などに依頼するのも費用などの問題で難しい場合が多い。事故に伴う保険会社の示談交渉サービスは弁護士法72条に抵触する恐れもあり、日本弁護士連合会との合意によって、そういった場合に対する救済機関として、1978年に財団法人交通事故紛争処理センターが設立された。

## 日本の損保の保険金不払いと保険料過徴収
東京海上日動火災保険など大手損害保険会社を含めた日本の損保26社が、自動車保険の特約を中心とした保険金の不適切な不払いを常習的に行なっていたことが明るみに出た。2006年9月末までの調べで、不払いが約32万件、金額にして約188億円あったことが判明したが、金融庁は調査が不十分とし、再調査を命じた。元来、損害保険は「交渉次第で支払いを抑制して利益をあげ得る」商品であったため、支出となる保険金の支払いをなるべく抑制しようとしてきた企業姿勢に加え、特約の乱開発によって上述のような複雑な構成の保険が多数存在するようになり、保険会社自身がその保険がどのようなものか直ちに把握しづらくなってしまったことが、こうした不適切な不払いを大量に引き起こした要因である。このように、不払いにいたった経緯が保険会社側のモラルに欠けた利益追求姿勢および怠慢や甘えにあったことから、金融庁は不当不払いを起こした損保ジャパンおよび三井住友海上に業務停止命令、左記二社を含む損害保険各社に業務改善命令の行政処分を課した。
2008年5月21日には、自動車保険においては約68万件・43億円分を過徴収していたことが判明した